# Nexus (analyse)
 For alternative betydninger, se Nexus. (Se også artikler, som begynder med Nexus)
Nexus er en betegnelse for den metode, man anvender til at analysere sætninger grammatisk. Metoden blev første gang brugt i Danmark og blev senere kraftigt udviklet af den danske lingvist Otto Jespersen. Brugen af krydser, boller, trekanter og firkanter under ordene kendetegner ofte metoden.

## Eksempler
```
Glasset falder
   X      O
```

Krydset i sætningen refererer til subjektet og bollen refererer til verballeddet.
```
Drengen giver pigen blomster
    X      O     ₳      Δ
```

Igen refererer krydset til subjektet og bollen til verballeddet. Trekanten markerer genstandsleddet (det drengen giver), og firkanten markerer hensynsleddet (personen blomsterne gives til).
| Sprog | Spire Denne artikel om sprog er en spire som bør udbygges. Du er velkommen til at hjælpe Wikipedia ved at udvide den. |